# Khūrān-e Soflá
Khūrān-e Soflá (persiska: خوران سفلى) är en ort i Iran.   Den ligger i provinsen Ilam, i den västra delen av landet, 500 km väster om huvudstaden Teheran. Khūrān-e Soflá ligger 1 191 meter över havet och antalet invånare är 166.
Terrängen runt Khūrān-e Soflá är kuperad. Runt Khūrān-e Soflá är det ganska tätbefolkat, med 149 invånare per kvadratkilometer. Närmaste större samhälle är Eyvān, 6,2 km öster om Khūrān-e Soflá. Trakten runt Khūrān-e Soflá består till största delen av jordbruksmark.